# Сан-Луиджи-Мария-Гриньон-де-Монфор (титулярная церковь)
Титулярная церковь Сан-Луиджи-Мария-Гриньон-де-Монфор (лат. Titulus Sancti Ludovici Mariæ Grignion de Montfort) — титулярная церковь была создана Папой Иоанном Павлом II 28 июня 1991 года. Титул принадлежит церкви Сан-Луиджи-Мария-Гриньон-де-Монфор, расположенной в квартале Рима Монте Марио, на виале Монфортани 50. 

## Список кардиналов-священников титулярной церкви Сан-Луиджи-Мария-Гриньон-де-Монфор
- Робер Коффи — (28 июня 1991 — 15 июля 1995, до смерти);
- Серафин Фернандис ди Араужу — (21 февраля 1998 — 8 октября 2019, до смерти);
- Фелипе Арисменди Эскивель — (28 ноября 2020 — по настоящее время).